# Claire Trevor

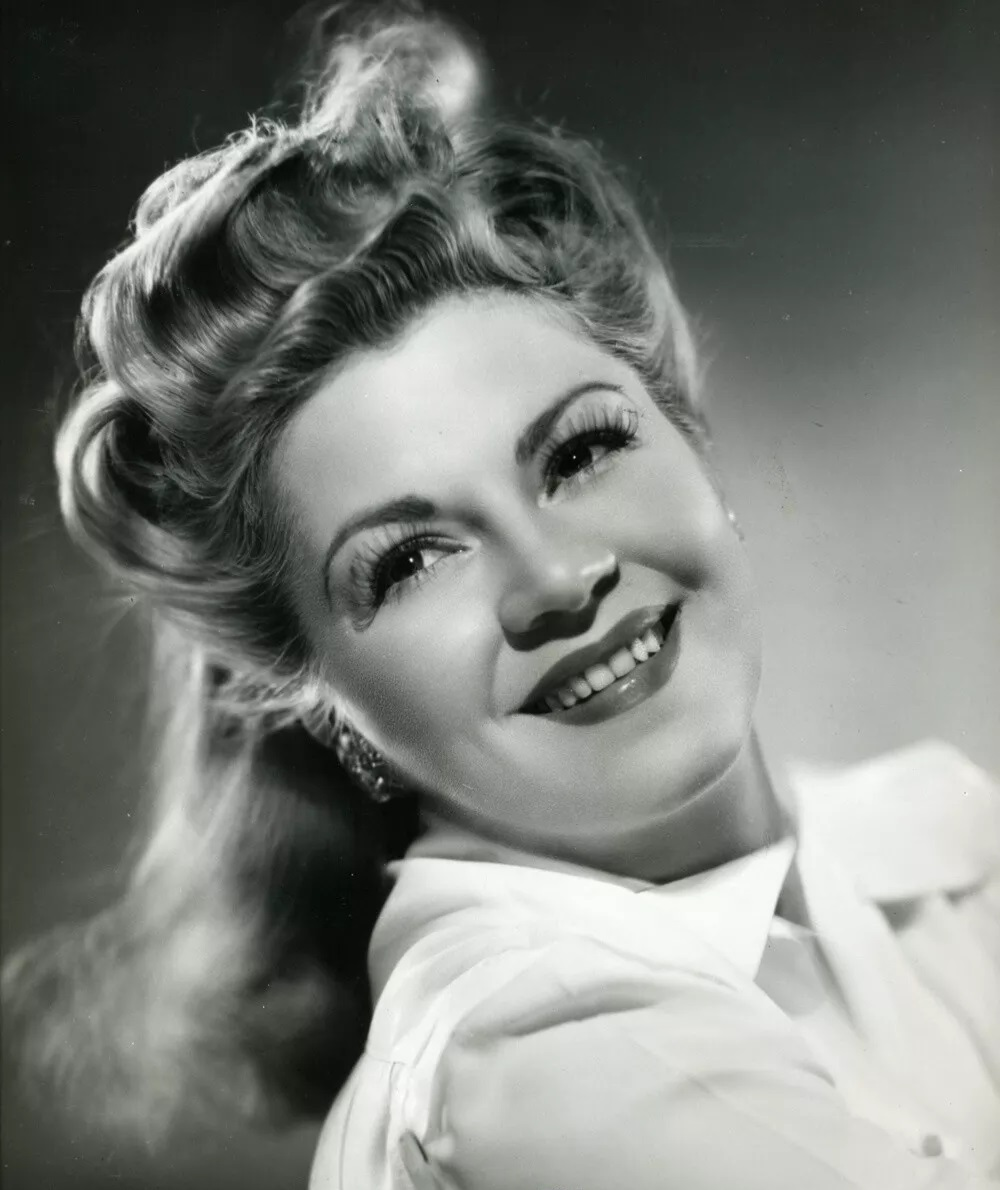
Claire Trevor (1940er-Jahre)

Claire Trevor (* 8. März 1910 in Bensonhurst, Brooklyn, New York als Claire Wemlinger; † 8. April 2000 in Newport Beach, Kalifornien) war eine US-amerikanische Schauspielerin. Sie war dreimal für den Oscar nominiert und gewann diesen 1949 in der Kategorie Beste Nebendarstellerin für Gangster in Key Largo.

## Leben und Karriere
Claire Trevor, die gebürtig Wemlinger mit Nachnamen hieß und deutsche, französische und irische Vorfahren hatte, wuchs in New York auf. Nach einem Schauspielstudium begann sie ihre professionelle Karriere in den späten 1920er-Jahren am Theater.
Nach ihrem Filmdebüt im Jahr 1931 spielte sie, zunächst fast ausschließlich in B-Movies der Fox Film Corporation, sehr oft Gangsterbräute, Saloonmädchen oder Showgirls mit gutem Herzen. Nach ihrer hochgelobten Nebenrolle in Sackgasse (Dead End) von 1937, für die sie ihre erste Oscar-Nominierung erhielt, bekam sie zunehmend auch komplexere Rollen. Sie wurde auf patente Frauenfiguren wie scharfzüngige Sekretärinnen oder mutige Frauen im wilden Westen besetzt, aber auch auf unterschiedliche Typen von gesellschaftlich „gefallenen“ Frauen mit undurchsichtiger Vergangenheit. Die einfache Hausfrau oder das Mädchen von nebenan spielte sie dagegen fast nie. In Sackgasse, der Verfilmung eines sozialkritischen Bühnenstücks unter Regie von William Wyler, spielte sie die Jugendfreundin von Humphrey Bogarts Gangster, die – vom Hays Code nur leicht kaschiert – als Prostituierte ihr Geld verdient. In John Fords Western Ringo (1939) spielte sie ebenfalls eine sympathische Prostituierte, die aus der Stadt vertriebene Alice (in der Original-Sprachversion Dallas), die mit John Waynes Figur am Filmende eine gemeinsame Zukunft haben kann. Im Filmvorspann von Ringo wird Claire Trevors Name an erster Stelle vor dem von Wayne geführt, da sie Ende der 1930er-Jahre bekannter als er war.
Der Durchbruch in die erste Riege der Hollywood-Stars gelang Trevor nie und sie musste sich häufiger mit Auftritten in B-Filmen begnügen. Nach einigen Jahren weniger bemerkenswerter Filme spielte sie 1944 in dem Film noir Murder, My Sweet, der Verfilmung eines Romans von Raymond Chandler, die bösartige Femme fatale Velma, die den Tod mehrerer Menschen verantwortet. Im Verlauf der 1940er-Jahre trat sie vorrangig in weiteren Kriminalfilmen wie auch in Western auf. 1949 erhielt sie den Oscar als Beste Nebendarstellerin für John Hustons Gangster in Key Largo, in dem sie die alkoholkranke Geliebte von Edward G. Robinsons Gangsterboss verkörperte, die von diesem gedemütigt wird. Mit Huston (diesmal als Drehbuchautor) und Robinson hatte sie schon 1938 erfolgreich in der Krimikomödie Das Doppelleben des Dr. Clitterhouse (The Amazing Dr. Clitterhouse) von Anatole Litvak zusammengearbeitet.
In den 1950er-Jahren trat sie zunehmend auch im Fernsehen auf, was ihr 1956 einen Emmy Award für ihre Darstellung einer untreuen Ehefrau an der Seite von Fredric March in einer Fernsehadaption von Sinclair Lewis’ Roman Dodsworth einbrachte. Sie übernahm zudem bis in die 1980er-Jahre Gastauftritte in diversen Serien wie Alfred Hitchcock Presents, Dr. Kildare, Love Boat und Mord ist ihr Hobby. Im Kino musste sich Trevor ab den 1950er-Jahren aus Altersgründen zusehends mit Nebenrollen begnügen, fuhr aber auch ihre dritte Oscar-Nominierung für ihren Auftritt als eine abgehalfterte Schauspielerin in William A. Wellmans Flugzeug-Katastrophenfilm Es wird immer wieder Tag ein. Nach Mitte der 1960er-Jahre stand Trevor nur noch sporadisch vor der Kamera. Ihre letzte Kinorolle hatte sie 1982 als Mutter von Sally Field in der romantischen Komödie Liebesgrüße aus dem Jenseits, ihr letzter Fernsehauftritt erfolgte 1987.
Von 1938 bis 1942 war sie mit dem Produzenten Clark Andrews, von 1943 bis 1947 mit Cylos William Dunsmoore und von 1948 bis zu dessen Tod 1979 mit dem Produzenten Milton Bren verheiratet. Aus der zweiten Ehe ging ein Kind hervor. Die Schauspielerin, der ein Stern auf dem Hollywood Walk of Fame gewidmet ist, starb im April 2000 einen Monat nach ihrem 90. Geburtstag.

## Filmografie
- 1931: Good Times (Kurzfilm)
- 1931: The Meal Ticket (Kurzfilm)
- 1932: The Imperfect Lover (Kurzfilm)
- 1933: Life in the Raw
- 1933: The Last Trail
- 1933: The Mad Game
- 1933: Jimmy and Sally
- 1934: Hold That Girl
- 1934: Wild Gold
- 1934: Shirley’s großes Spiel (Baby, Take a Bow)
- 1934: Elinor Norton
- 1935: Black Sheep
- 1935: Spring Tonic
- 1935: Das Schiff des Satans (Dante’s Inferno)
- 1935: Navy Wife
- 1936: My Marriage
- 1936: Song and Dance Man
- 1936: Gefährliche Fracht (Human Cargo)
- 1936: To Mary - with Love
- 1936: Star for a Night
- 1936: 15 Maiden Lane
- 1936: Career Woman
- 1937: Time Out for Romance
- 1937: King of Gamblers
- 1937: One Mile from Heaven
- 1937: Sackgasse (Dead End)
- 1937: Second Honeymoon
- 1937: Big Town Girl
- 1938: Walking Down Broadway
- 1938: Das Doppelleben des Dr. Clitterhouse (The Amazing Dr. Clitterhouse)
- 1938: Im Tal der Giganten (Valley of the Giants)
- 1938: Five of a Kind
- 1939: Ringo (Stagecoach)
- 1939: I Stole a Million
- 1939: Black River (Allegheny Uprising)
- 1940: Schwarzes Kommando (Dark Command)
- 1941: Honky Tonk
- 1941: Texas
- 1942: The Adventures of Martin Eden
- 1942: Crossroads
- 1942: Street of Chance
- 1943: Desperados – Aufruhr der Gesetzlosen (The Desperadoes)
- 1943: Good Luck, Mr. Yates
- 1943: Eine Frau für den Marshall (The Woman of the Town)
- 1944: Murder, My Sweet
- 1945: Johnny Angel
- 1946: The Bachelor’s Daughters
- 1946: Crack-Up
- 1947: Born to Kill
- 1948: Flucht ohne Ausweg (Raw Deal)
- 1948: Die bronzene Göttin (The Velvet Touch)
- 1948: Gangster in Key Largo (Key Largo)
- 1948: The Babe Ruth Story
- 1949: The Lucky Stiff
- 1950: Borderline
- 1951: Hard, Fast and Beautiful
- 1951: Der Rächer (Best of the Badmen)
- 1952: Mördersyndikat San Francisco (Hoodlum Empire)
- 1952: My Man and I
- 1952: Gauner mit weißer Weste (Stop, You’re Killing Me)
- 1953: Der Schweigsame Fremde (The Stranger Wore a Gun)
- 1953–1954: The Ford Television Theatre (Fernsehserie, 2 Folgen)
- 1954: General Electric Theater (Fernsehserie, Folge 2x15)
- 1954: Es wird immer wieder Tag (The High and the Mighty)
- 1954–1955: Lux Video Theatre (Fernsehserie, 2 Folgen)
- 1955: Mit stahlharter Faust (Man Without a Star)
- 1955: Ich will, dass du mich liebst (Lucy Gallant)
- 1956: Climax! (Fernsehserie, Folge 2x16)
- 1956: Schlitz Playhouse of Stars (Fernsehserie, Folge 5x15)
- 1956: Producers’ Showcase (Fernsehserie, Folge 2x10)
- 1956: Der Berg der Versuchung (The Mountain)
- 1956, 1961: Alfred Hitchcock präsentiert (Alfred Hitchcock Presents, Fernsehserie, 2 Folgen)
- 1957: Playhouse 90 (Fernsehserie, Folge 1x28)
- 1958: Die Liebe der Marjorie Morningstar (Marjorie Morningstar)
- 1959: Westinghouse Desilu Playhouse (Fernsehserie, Folge 1x11)
- 1959: Wagon Train (Fernsehserie, Folge 3x03)
- 1959: Die Unbestechlichen (The Untouchables, Fernsehserie, Folge 1x02)
- 1960: The United States Steel Hour (Fernsehserie, Folge 8x03)
- 1961: The Investigators (Fernsehserie, Folge 1x03)
- 1962: Zwei Wochen in einer anderen Stadt (Two Weeks in Another Town)
- 1962: Dr. Kildare (Fernsehserie, Folge 2x12)
- 1963: Die verlorene Rose (The Stripper)
- 1965: Wie bringt man seine Frau um? (How to Murder Your Wife)
- 1967: The Cape Town Affair
- 1982: Liebesgrüße aus dem Jenseits (Kiss Me Goodbye)
- 1983: Love Boat (The Love Boat, Fernsehserie, Folge 7x13)
- 1987: Mord ist ihr Hobby (Murder, She Wrote, Fernsehserie, Folge 4x03)
- 1987: Breaking Home Ties (Fernsehfilm)

## Auszeichnungen
- 1938: Oscar-Nominierung als Beste Nebendarstellerin für Sackgasse
- 1949: Oscar-Gewinn als Beste Nebendarstellerin für Gangster in Key Largo
- 1955: Oscar-Nominierung als Beste Nebendarstellerin für Es wird immer wieder Tag
- 1957: Emmy-Gewinn als Beste Gastdarstellerin für Producers’ Showcase
- 1960: Stern auf dem Hollywood Walk of Fame (Kategorie Film)
- 1965: 5. Platz beim Laurel Award, Kategorie Beste Nebendarstellerin, für Wie bringt man seine Frau um
- 1995: Golden Boot Award für ihr Lebenswerk